# Бруклендс (трасса)
Бруклендс (англ. Brooklands) — автодром, протяжённостью 2,75 мили (4,43 км), построенный недалеко от Уэйбриджа в графстве Суррей (Англия). Он открылся в 1907 году и был первым в мире специально построенным автодромом, а также одним из первых британских аэродромов, который к 1918 году стал крупнейшим центром авиастроения Великобритании, производившим военные самолёты, такие как Vickers Wellington и гражданские авиалайнеры, такие как Vickers Viscount и Vickers VC10.
Последняя гонка на автодроме прошла в августе 1939 года. Часть территории автодрома занимает Бруклендский музей — крупный авиационный и автомобильный музей, а также место проведения мероприятий, связанных со старинными автомобилями, мотоциклами и другими транспортными средствами.

## История

### Начальный период
Трасса был детищем Хью Ф. Локка Кинга, и была первым специально построенным гоночным автодромом в мире. После принятия закона об автомобилях 1903 года в Британии было введено общее ограничение скорости на дорогах общего пользования в 20 миль в час (32 км/ч): в то время, когда почти 50 % новых автомобилей в мире производилось во Франции, существовали опасения, что зарождающаяся британская автомобильная промышленность столкнётся с трудностями из-за неспособности проводить непрерывные высокоскоростные испытания. Кинг поручил полковнику Королевской артиллерии Кейпелу Лоффту Холдену спроектировать трассу, и работа началась в 1906 году.
Требования скорости и видимости для зрителей привели к тому, что трасса Бруклендса была построена в виде овала шириной 100 футов (30 м) и длиной 2,75 мили (4,43 км). Перепад высот местами достигал почти 30 футов (9 м). В дополнение к овалу была построена разделяющая трассу пополам «финишная прямая», увеличившая длину трассы до 3,25 мили (5,23 км), из которых 1,25 мили (2,01 км) имели уклон. В период своего расцвета трасса могла вместить до 287 000 зрителей.
Из-за сложностей укладки асфальтобетона на насыпи и расходов на укладку асфальта трасса была построена из бетона без покрытия. Это привело в последующие годы к образованию ухабов, так как поверхность со временем подверглась неравномерному оседанию. По центру дорожки тянулась пунктирная чёрная линия, известная как «Пятидесятифутовая линия». Двигаясь по линии, водитель теоретически мог бы пройти повороты без необходимости использовать рулевое колесо.
Трасса была открыта 17 июня 1907 года. На открытии присутствовало большинство британских автопроизводителей. По окончании ланча Локк Кинг (в поместье которого была построена трасса) назвал лорда Монтегю де Больё, Хью Оуэна, Джулиана Уолтера (секретарь автомобильного клуба Великобритании и Ирландии) и полковника Холдена как главных людей, которые позволили построить трассу. За этим последовало неофициальное открытие трассы процессией из 43 автомобилей, один из которых вёл Чарльз Роллс. Первое соревнование состоялось 28-29 июня, когда три автомобиля соревновались за то, чтобы побить мировой рекорд в 24-часовых гонках, а первая гоночная встреча состоялась 6 июля, собрав более 10 тысяч зрителей.
По-видимому, под впечатлением разработок в Бруклендсе, вскоре была построена трасса Индианаполис Мотор Спидвей, первая гонка на которой прошла в августе 1909 года.

#### Горное кольцо
Так называемое горное кольцо Бруклендса представляло собой небольшой участок трассы длиной 1¼ мили. Оно было создано в 1930 году с использованием передвижных заграждений, и представляло собой старт-финишную прямую и Задний Вираж начиная от Вилки.

### Рекорды

#### 24-часовые гонки
28-29 июня 1907 года, через одиннадцать дней после открытия автодрома, на нём прошла первая в мире 24-часовая гонка, в которой Селвин Эдж представил три специально переоборудованных автомобиля «Napier». Заявление о намерениях было сделано в 1906 году, и Селвин Эдж начал программу физической подготовки, чтобы подготовиться к этому соревнованию. Его автомобиль «804» был значительно модифицирован: в нём был заменён топливный бак, удалён кузов и установлено специальное лобовое стекло. Для освещения пути в ночное время использовалось более 300 красных железнодорожных фонарей. Для обозначения краёв трассы использовались осветительные ракеты. Эдж вёл свою машину все время, а водители двух других машин (Генри К. Трайон / А. Ф. Браунинг и Ф. Дрейпер / Фрэнк Ньютон) использовали более привычный подход смены водителя. Во время мероприятия Эдж преодолел расстояние 1581,74 миль (2545,56 км) со средней скоростью 65,91 миль/ч (106,07 км/ч), намного превзойдя предыдущий рекорд в 1764,142 км (1096,187 миль), установленный в Индианаполисе в 1905 году.

#### Часовая гонка
В 1912 году Джордж Э. Стэнли на мотоцикле «Singer» с двигателем объёмом 350 см³ установил рекорд скорости в часовой гонке, став первым гонщиком, превысившим скорость 60 миль/ч (97 км/ч).
15 февраля 1913 года Перси Ламберт на автомобиле фирмы «Talbot» с двигателем объёмом 4,5 литра за час проехал 103 мили и 1470 ярдов (167,1 км), став первым человеком, преодолевшим в часовой гонке барьер 100 миль. В Бруклендском музее демонстрируется фильм о его жизни и достижениях.

#### Самый юный гонщик
Айви Каммингс считается самым молодым человеком, проехавшим круг по трассе. В 1913 году (в возрасте 11/12 лет) она завела машину своего отца Сиднея Каммингса, пока он смотрел на самолёт, и ездила по трассе.

#### Рекорд дальности
В июле-августе 1929 года Виолетта Кордери и её младшая сестра Эвелин проехали на 4,5-литровом четырёхместном автомобиле Invicta 30 000 миль менее чем за 30 000 минут (приблизительно 20 дней 20 часов) со средней скоростью 61,57 миль/ч и заработали свой второй трофей Dewar Trophy от Королевского автомобильного клуба.

### Первая мировая война
Во время Первой мировой войны Бруклендс был закрыт для автоспорта. Он был реквизирован военным министерством и продолжал выполнять свою довоенную роль учебного авиационного центра. Бруклендс вскоре стал крупным центром строительства, испытаний и поставок военных самолётов.

### Межвоенный период
Автогонки возобновились в 1920 году после капитального ремонта трассы. В 1926 году Генри Сегрейв основал в Брукленде Гран-при по автоспорту. Этот первый Гран-при Великобритании был выигран Луи Вагнером и Робертом Сенешалем на «Delage» 155B. Второй Гран-при Великобритании был проведён в 1927 году, и эти два события привели к улучшению условий в Бруклендсе. После этого Великобритания не имела своего Гран-При до 1948 года.
В 1930 году Daily Herald предложила награду самому быстрому гонщику на мероприятии в Бруклендсе. В первый год гонку выиграл Кей Дон 4-литровом Sunbeam «Tigress», показав скорость 137,58 миль/час (221,41 км/ч). В 1932 году Биркин выиграл гонку на своём красном «Monoposto» Bentley Blower No.1, разогнавшись до 137,96 миль/ч (222,03 км/ч). Рекорд продержался два года, прежде чем его побил Джон Кобб на 24-литровом Napier-Railton (143,44 мили/час (230,84 км/ч)).
В конце 1930-х годов в Бруклендсе проводились соревнования по велоспорту, организованные Национальным союзом велосипедистов (NCU). Как руководящий этим видом спорта орган, NCU запретил такие соревнования на дорогах общего пользования. В 1939 году здесь снимался фильм Уилла Хэя «Спроси полицейского». На ипподроме происходит эпизод романа Йоханнеса В. Йенсена «Гудрун» 1936 года.
Гонки прекратились, когда в 1939 году началась Вторая мировая война. Здесь производились военные самолёты. Бомбы повредили трассу. Подъезд к фабрике «Hawker Aircraft» был прорезан со стороны Oyster Lane. Другие участки были закрыты ангарами временного рассредоточения.

## Аэродром Бруклендс

### 1909—1914
Бруклендс был одним из первых британских аэродромов. В 1908 году в Бруклендсе базировалась компания Alliott Verdon-Roe. Она провела первые рулёжные и буксирные испытания британского самолёта с британским пилотом. 29 октября 1909 года в Бруклендсе состоялся первый официальный полёт француза Луи Полана и его биплана Farman III: это специальное мероприятие привлекло 20 тысяч человек и стало первым публичным показом полётов в Бруклендсе. Взлетая со специально подготовленной площадки внутри гоночной трассы и имея свой собственный ангар, Полан совершил серию полётов, поднявшись на высоту около 720 футов (220 м) и установив новый британский рекорд длительности полёта 2 часа 49 минут 20 секунд.
В течение 1910 года Бруклендс быстро стал главным центром лётного дела в Великобритании, и тем же летом Хильда Хьюлетт и Густав Блондо открыли первую британскую лётную школу в Бруклендсе. Хьюлетт и Блондо основали в Бруклендсе свою авиастроительную компанию Hewlett & Blondeau, прежде чем переехать в более крупные помещения в Клапеме (Лондон). Позже, в 1910 году, Bristol Aeroplane Company также основала лётную школу. Её первым инструктором и лётчиком-испытателем был Арчи Лоу. Лоу также основал в Бруклендсе лётную школу. Vickers Limited открыл лётную школу 20 января 1912 года. Среди её первых инструкторов был Гарольд Барнуэлл. 77 учеников школы, включая Хью Даудинга, учились летать, пока школа не закрылась в августе 1914 года.
В феврале 1912 года Томас Сопвич открыл в Бруклендсе свою лётную школу, а в июне вместе с несколькими компаньонами основал здесь авиационную компанию «Сопвич», хотя её производственные помещения находились в Кингстоне-на-Темзе. Другие пионеры авиации прибыли в Бруклендс перед Первой мировой войной, включая принца Сержа де Болотова, который в 1913 году пытался в ангаре в Бруклендсе построить большой тандемный триплан. «Blériot», Martinsyde и Vickers также позже производили военные самолёты в Бруклендсе, который к 1918 году стал крупнейшим центром производства самолётов в Великобритании. До 1914 года здесь действовало много лётных училищ, а в период между войнами аэродром стал крупным лётным учебным центром.

### Первая мировая война
Во время Первой мировой войны Бруклендс был закрыт для автоспорта и реквизирован военным министерством Британии. «Vickers Aviation Ltd» открыла завод в 1915 году, и вскоре Бруклендс стал крупным центром строительства, испытаний и поставок военных самолётов. Гражданские лётные школы закрыты или были объединены в одно военное училище, и лётная подготовка продолжалась, по крайней мере, до конца 1915 года. Несколько эскадрилий Королевского лётного корпуса, включая 1-ю, 8-ю, 9-ю и 10-ю (плюс 2 и 23 резервные эскадрильи), были сформированы (или реформированы) и недолго базировались в Бруклендсе в годы войны. Продолжались важные новаторские испытания беспроводной связи «воздух — земля», начатые командой Гульельмо Маркони в Бруклендсе с 1912 года. На аэродроме также были размещены различные подразделения RFC, тестирующие бортовое оборудование радиосвязи. Первое в мире радиосообщение «земля — воздух» было успешно передано в Бруклендсе в 1915 году.
Существенные изменения были внесены в «Летающую деревню» со строительством в конце 1917 года трёх больших ангаров общего назначения для нового парка приёма самолётов. Он использовался для сборки и испытаний большого числа новых самолётов и окончательно закрылся в начале 1920 года.

### Межвоенный период
Компания Brooklands Aviation Ltd была образована в 1931 году. Её директорами были Перси Брэдли, Дункан Дэвис и Фред Сигрист. Директором по эксплуатации аэродрома стал Тед Джонс. Разработка здания аэродрома была поручена Грэму Дурбану. Здание в стиле ар-деко открылось в мае 1932 года. Компания также управляла местной лётной школой Brooklands, которая была зарегистрирована как компания с ограниченной ответственностью в 1931 году. Директорами этой компании были Дункан Дэвис и Тед Джонс. Лётная школа, кроме Бруклендса, с конца 1930-х годов использовала также аэродромы «Lympne», «Shoreham» и «Sywell Aerodromes». Существовавший до Первой мировой войны «Brooklands Aero Club» был переформирован в мае 1930 года. Его менеджером стал Перси Брэдли. В начале 1933 года был создан «Brooklands Flying Club». «Brooklands Aviation» выиграла контракт военного министерства на обучение пилотов для Королевских ВВС. 10 июня 1935 года в Сивелле открылась начальная лётная школа № 6, где тренировались пилоты Королевского флота на 20 самолётах De Havilland Tiger Moth. В 1937 году в Сивелле была создана школа добровольческого резерва Королевских ВВС с ещё 16 учебными самолётами. Во время Второй мировой войны «Brooklands Aviation» стала подрядчиком гражданской ремонтной организации, ремонтируя повреждённые самолёты, в частности «Vickers Wellington». После окончания лётного обучения Королевских ВВС в 1946 году, компания до 1974 года производила крейсерские лодки из фанеры и стеклопластика, спроектированные Аланом Экфордом.
Первый полёт самолёта Hawker Hurricane, который позже использовался в качестве истребителя в битве за Британию, произошёл в Бруклендсе 6 ноября 1935 года.

### Вторая мировая война
Во время Второй мировой войны это место снова использовалось для производства военных самолётов, в частности «Vickers Wellington», «Vickers Warwick» и «Hawker Hurricane», и было тщательно замаскировано. Деревья также были посажены на некоторых участках бетонной дороги, чтобы скрыть там авиационные заводы Hawker и Vickers. Несмотря на эти усилия, 4 сентября 1940 года завод Vickers был разбомблён «Люфтваффе» и сильно повреждён, в результате чего около 90 рабочих были убиты и по меньшей мере 419 ранены. Пятеро неопознанных жертв были похоронены в безымянных могилах на кладбище Бурвейл (Хершем) 9 сентября. 10 марта 2016 года, благодаря усилиям местных жителей, спонсоров и сторонников, преподобный Мартин Флетчер и член городского совета Эльмбриджа Мэри Шелдон открыли постоянные мемориалы погибшим.
Два дня спустя были разбомблены и повреждены помещения фабрики «Hawker», но без человеческих жертв или серьёзных сбоев в производстве. 21 сентября 1940 года лейтенант Джон Макмиллан Стивенсон Паттон из Королевских канадских инженеров и ещё пять человек, рискуя своей жизнью, вытащили неразорвавшуюся немецкую бомбу у авиазавода Хокер в Бруклендсе и бросили её в существующую воронку от бомбы, где она позже взорвалась, не причинив никакого ущерба. Впоследствии его храбрость была отмечена Крестом Георга. Решающая роль Бруклендса в битве за Британию 1940 года объясняется далее в экспозициях Бруклендского музея.
После бомбардировки Бруклендса в сентябре 1940 года конструкторский отдел Викерс-Армстронг был перемещён в секретное место на близлежащем поле для гольфа Бёрнхилл. Экспериментальный отдел под руководством Джорджа Эдвардса был переведён во временное помещение в «Foxwarren» на Редхилл-роуд (Кобхэм). Эти два объекта сыграли решающую роль в успешном использовании «прыгающей бомбы», придуманной Барнсом Уоллисом и применённой с таким разрушительным эффектом «разрушителями плотин» «Avro Lancaster» во главе с Гаем Гибсоном против водохранилищ Рурской долины в Германии в ночь с 16 на 17 мая 1943 года.

### После 1945 года
После войны трасса была в плохом состоянии, и в 1946 году её продали компании «Виккерс-Армстронгс» для дальнейшего использования в качестве авиазавода. Здесь проектировались и производились новые типы самолётов, включая Viking, Vickers Valetta, Vickers Varsity, Viscount, Vanguard, BAC 1-11 и Vickers VC10.
В 1951 году строительство новой взлётно-посадочной полосы потребовало удаления части автодрома, чтобы V-бомбардировщики Vickers Valiant могли вылететь на близлежащий аэродром Висли, который предлагал более длинную взлётно-посадочную полосу и менее застроенную территорию, чем Бруклендс. Этот аэродром был открыт в качестве испытательного центра для Vickers в 1944 году и использовался до 1972 года (позднее — компанией BAC).
После значительного расширения в связи с возрастающим коммерческим успехом в 1950-х годах фабрика Vickers расширилась до своих пиковых размеров в начале 1960-х годов в рамках подготовки к производственной программе VC10 и в 1960 году стала штаб-квартирой British Aircraft Corporation. Со временем было построено много новых зданий, а также модифицированы существующие помещения. В середине 1950-х годов появился новый сборочный цех для Vickers Viscount, известный как «B.1» (предположительно, поскольку он состоял из ряда повторно используемых стандартных ангаров типа B.1 военного времени) и перестроенный в одну длинную двухпролётную конструкцию, параллельную взлётно-посадочной полосе.
Большой новый ангар VC10 площадью 60 378 кв. футов был готов для размещения прототипа авиалайнера VC10 к 1962 году. В 1964 году рядом с ним был добавлен второй, ещё более крупный (100 тысяч кв. футов) ангар для самолётов. Последний, вероятно, был самым большим ангаром для самолётов в Европе в то время и стал известен в местном масштабе как ангар «Собор», в то время как меньший ангар назывался «Аббатство». На огромном заводе в Бруклендсе были спроектированы и построены BAC TSR-2, BAC 1-11 и основные узлы для Конкорда. Отмена проекта Vickers V-1000 в 1955 году, отмена лейбористским правительством проекта TSR-2 в 1965 году и отсутствие значительных заказов на VC10 и Concorde привели к заключению заводского контракта в начале 1970-х годов. В 1977 году Бруклендс стал частью недавно созданной British Aerospace и сосредоточился на производстве компонентов для других самолётов. Однако 29 июля 1986 года было объявлено о закрытии производства на территории Бруклендса. Окончательное закрытие произошло на Рождество 1989 года. Преемница BAE, BAE Systems, по-прежнему сохраняет логистический центр в Бруклендсе.
В ноябре 2009 года Бруклендс был показан в эпизоде сериала BBC «Истории игрушек Джеймса Мэя». Здесь Мэй взял на себя задачу воссоздать оригинальный трек с помощью Scalextric. В шоу была представлена попытка Мэй проложить пластиковую дорожку через множество препятствий, которые заменили первоначальную дорожку, включая пруд, четырёхполосную дорогу, несколько домов, заборы и корпоративные кампусы Sony и Procter & Gamble.

## Бруклендский музей
В 1987 году под председательством сэра Питера Дж. Мейсфилда был сформирован фонд «Brooklands Museum Trust», который начал регистрировать, исследовать, сохранять и интерпретировать все аспекты наследия этого места. Проект музея начался после того, как в 1977 году в Музее Элмбриджа в Вейбридже была организована успешная временная выставка о Бруклендсе, и при поддержке «British Aerospace», совета округа Элмбридж, «Gallaher Ltd», а также многих преданных делу людей был выбран участок площадью 30 акров. Музей находится в северо-восточном углу Бруклендса, рядом со старым паддоком и финишной прямой. Помимо организации многочисленных авиационных, автомобильных и других мероприятий с середины 1980-х годов, с 1991 по 2003 годы музей также организовывал регулярные облёты лёгких самолётов с использованием северной половины оригинальной взлётно-посадочной полосы и обеспечивал эти мероприятия волонтёрской поддержкой.
«Бруклендс» стал узнаваемым объектом после эпизода «Исчезновение мистера Давенхайма» в сериале «Пуаро Агаты Кристи» в 1990 году, где Эркюль Пуаро расследует преступление, совершённое с участием гонщика. Банки Бруклендса также использовались как «дорожное место» в эпизоде сериала «Чисто английское убийство», где УУР предотвратил вооружённое ограбление, что привело к «перестрелке». 1 ноября 2015 года Бруклендс был показан в эпизоде британского сериала «Аббатство Даунтон», хотя на самом деле сцены снимались на трассе Гудвуд. Американский автолюбитель Барри Мегияр (президент и генеральный директор Meguiar’s) представил Бруклендс в своём шоу на телеканале Speed в шоу «Car Crazy».
В начале 2004 года центральная часть Бруклендса, включая взлётно-посадочную полосу с твёрдым покрытием и часть оставшейся трассы, была продана «Daimler-Chrysler UK Retail», а «Mercedes-Benz World» открылся для публики 29 октября 2006 года. Комплекс включает в себя испытательные треки для транспортных средств (включая часть оригинальной трассы Кэмпбелл) и трассу для бездорожья. Также имеется конференц-центр и обширные выставочные залы «Mercedes-Benz».
После значительной более ранней работы «The Brooklands Society» (не входящей в состав Бруклендского музея), некоторые здания (включая клуб BARC 1907 года, билетную кассу 1911 года и здание аэроклуба Бруклендс 1932 года), строения и оставшиеся участки трека впервые стали предметом изучения в соответствии с законом от 1975 года. Проект плана сохранения Бруклендса был инициирован организацией «English Heritage» и подготовлен в 2003 году для «Daimler-Chrysler» консультантом DCUK Теренсом О’Рурком. Партнёрство «Brooklands Heritage Partnership» (BHP) было сформировано в 2010 году как неформальное партнёрство музея Бруклендса, городского совета Элмбриджа, совета графства Суррей для решения растущих проблем и проблем сохранения. В апреле 2013 года от компании English Heritage (ныне «Историческая Англия») был получен грант в размере 32 540 фунтов стерлингов, который позволил BHP назначить профессиональных консультантов для исследования и составления всеобъемлющего справочного документа по всем аспектам наследия Бруклендса. Черновая версия этого нового документа была доступна для общественных консультаций через городской совет Элмбриджа и музей Бруклендса с июля по август 2017 года.
25 сентября 2013 года последний летающий Vickers VC10 совершил свой последний полёт с Бруклендса на аэродром Брантингторп, что стало концом 51-летней карьеры этого самолёта. Накануне такой же самолёт была приобретён Бруклендским музеем для хранения на близлежащем аэродроме Дансфолд и доставлен туда экипажем 101-й эскадрильи Королевских ВВС. Выводом из эксплуатации этих двух VC10 также закончился 100-летний период производства самолётов в Бруклендсе.

### Галерея
- Экспонаты Бруклендского музея
- Vickers Vanguard - G-APEP
- Vickers Viscount 800 - G-APIM
- Двигатель трёхколёсного автомобиля фирмы Morgan Motor Company
- Napier Railton[англ.]
- Спортивный гоночный автомобиль Bentley 4½ Litre
- Рекордный велосипед
- Двигатель Napier Lion[англ.]

### Комментарии
1. ↑  До открытия Бруклендса на нескольких трассах проводились автогонки, но все они изначально были построены не для автоспорта. Milwaukee Mile[англ.] (1903 год), автодром Fairgrounds Speedway[англ.] в Нашвилле (1904 год) и ипподром Аспендейл[англ.] возле Мельбурна (1906 год) изначально были построены как ипподромы. До открытия Бруклендса в лондонском районе Хрустальный дворец[англ.] была построена велосипедная дорожка, которая также использовалась для проведения гонок на мотоциклах.